# HMS Cowdray (L52)
Le HMS Cowdray (pennant number L52) est un destroyer d'escorte de classe Hunt de type II construit pour la Royal Navy pendant la Seconde Guerre mondiale.

## Construction
Le Cowdray est commandé le 4 septembre 1939 dans le cadre du programme d'urgence de la guerre de 1939 pour le chantier naval de Scotts Shipbuilding and Engineering Company de Greenock en Ecosse sous le numéro J1116. La pose de la quille est effectuée le 30 avril 1940, le Cowdray est lancé le 22 juillet 1941 et mis en service le 29 juillet 1942.
Il est parrainé par la communauté civile de Chichester dans le West Sussex pendant la campagne nationale du Warship Week (semaine des navires de guerre) en mars 1942.
Les navires de classe Hunt sont censés répondre au besoin de la Royal Navy d'avoir un grand nombre de petits navires de type destroyer capables à la fois d'escorter des convois et d'opérer avec la flotte. Les Huntde type II se distinguent des navires précédents type I par une largeur (Maître-bau) accru afin d'améliorer la stabilité et de transporter l'armement initialement prévu pour ces navires.
Le Hunt type II mesure 80,54 m de longueur entre perpendiculaires et 85,34 m de longueur hors-tout. Le Maître-bau du navire mesure 9,60 m et le tirant d'eau est de 3,51 m. Le déplacement est de 1070 t standard et de 1510 t à pleine charge.
Deux chaudières Admiralty produisant de la vapeur à 2100 kPa et à 327 °C alimentent des turbines à vapeur à engrenages simples Parsons qui entraînent deux arbres d'hélices, générant 19 000 chevaux (14 000 kW) à 380 tr/min. Cela donné une vitesse de 27 nœuds (50 km/h) au navire. 281 t de carburant sont transportés, ce qui donne un rayon d'action nominale de 2 560 milles marins (4 740 km) (bien qu'en service, son rayon d'action tombe à 1 550 milles marins (2 870 km)).
L'armement principal du navire est de six canons de 4 pouces QF Mk XVI (102 mm) à double usage (anti-navire et anti-aérien) sur trois supports doubles, avec un support avant et deux arrière. Un armement antiaérien rapproché supplémentaire est fourni par une monture avec des canons quadruple de 2 livres "pom-pom" MK.VII et deux  canons Oerlikon de 20 mm Mk. III montés dans les ailes du pont. Les montures jumelles motorisées d'Oerlikon sont remplacées par des Oerlikons simples au cours de la guerre. Jusqu'à 110 charges de profondeur pouvaient être transportées,. Le navire avait un effectif de 168 officiers et hommes,.

## Histoire

### Seconde guerre mondiale

#### 1942
Le Cowdray se joint à la Londonderry Escort Force en avril 1942 pour des fonctions d'escorte de convoi dans les approches occidentales. Il est affecté avec les destroyers Oakley (L98), Windsor (D42) et Worcester (D96) le 10 septembre pour escorter les pétroliers RFA Blue Ranger et RFA Oligarch pour établir une base dans les îles Spitzbergen de Norvège pour le service de ravitaillement et d'escorte pour les convois PQ18 et QP14 et revient de Mourmansk, en Union soviétique. Après avoir terminé ses fonctions, le Cowdray et le destroyer Onslaught (G04) et le RFA Blue Ranger retournent en Islande, et reprennent leurs fonctions de convoi à partir de la base de Londonderry,.
Le 2 octobre, le Cowdray rejoint le croiseur léger Curacoa (D41) et les Destroyers Bramham (L51) et Stake (1917) et trois autres destroyers pour escorter le navire-passager RMS Queen Mary transportant 10 000 soldats américains de la 29e division Binh vers l'Europe. Alors qu'il navique en zigzag pour esquiver les sous-marins ennemis, le Queen Mary percute le croiseur Curacoa qui coule en  quelques minutes à la position géographique de 55° 50′ N, 8° 38′ O. Le Cowdray participe au sauvetage des survivants,.
Le 25 octobre, le Cowdray escorte des convois de troupes vers l'Afrique du Nord en préparation de l'opération Torch, l'invasion alliée. Il est affecté à la Force opérationnelle de l'Est pendant les débarquements, et alors qu'il opère au large de C Beach à l'est du cap Natofou en Algérie, il est violemment attaqué par des bombes et des torpilles ennemies. Une bombe le frappe devant son tribord, et explose sous la coque, causant des dommages à la chaufferie n°1 et causant l'immobilité du navire. Cinq personnes sont tuées et 12 sont blessées par l'attaque. Il est remorqué par le dragueur de mines Algerine (J213) jusqu'à un emplacement à 11 kilomètres d'Alger le lendemain, puis remorqué à Alger le 16 novembre où il est temporairement réparé à partir du 12 mai,,,.

#### 1943 - 1944
Le Cowdray est réparé à Alger jusqu'au 24 avril 1943, quand il fait son chemin de retour en Angleterre pour d'autres réparations, se rendant à Chatham Dockyard le 22 avril. Les travaux durent jusqu'au 23 août 1944. Pendant la réparation, il est proposé d'être transféré à la Royal Greek Navy, mais ce transfert est annulé.
Le Cowdray est affecté à la 21e Flottille des destroyers le 9 septembre 1944, basé à Sheerness, et participe à des patrouilles côtières contre l'incursion de torpilleurs allemands ainsi que l'escorte des convois vers la mer du Nord et la Manche.

#### 1945
Pendant cette période, des schnellboote et des sous-marins de poche effectuent des opérations de mouillage de mines pour empêcher d'autres routes de transit vers les ports européens. Alors qu'il attaque un sous-marin de poche le 10 janvier 1945, le Cowdray entre en collision avec une épave sous-marine et subit des dommages à son sonar et aux arbres d'hélices. Il est réamarré à Chatham et est en réparation jusqu'au 4 mai.
Le Cowdray se joint à la flottille le 12 avril, mais en février, il est nommé pour la 18e flottille de destroyers de la Eastern Fleet (Flotte de l'Est). Il est réaménagé pour se préparer au service à l'étranger, et arrive à Trincomalee sur l'ile de Ceylan le 8 août.

### Après-guerre
Le Cowdray n'a servi que quelques semaines dans les Indes orientales néerlandaises, puis est retourné en Angleterre le 11 novembre, arrivant à Chatham le 5 décembre, où il sert la flottille de destroyers local Nore.
Le navire est transféré dans la Reserve Fleet (Flotte de réserve) de Chatham en janvier 1950, puis transféré à Portsmouth en 1953 et inclus dans la liste des démolitions de 1959.
Il est vendu à BISCO pour la ferraille, et est remorqué par J. J. King à Sunderland pour démantèlement le 3 septembre 1959,.

### Honneurs de bataille
- ARCTIC 1942
- NORTH AFRICA 1942
- ATLANTIC 1943
- ENGLISH CHANNEL 1944
- NORTH SEA 1944-45

### Commandements
- Lieutenant Commander (Lt.Cdr.) Cyril William North (RN) de juin 1942 à 25 février 1943
- T/Lieutenant Commander (T/Lt.Cdr.) Russell Patterson (SANF(V)) du 25 février 1943 à mi-1943
- Lieutenant (Lt.) Denis John Beckley (RN) du 14 août 1944 à début 1946